# Ostreida
Ostreida is een orde van de tweekleppigen.

## Taxonomie
De volgende taxa zijn bij de orde ingedeeld:
- Superfamilie Ostreoidea Rafinesque, 1815
  -  † Familie Arctostreidae Vialov, 1983
  -  † Familie Eligmidae Gill, 1871
  - Familie Gryphaeidae Vialov, 1936
  - Familie Ostreidae Rafinesque, 1815
- Superfamilie Pinnoidea Leach, 1819
  - Familie Pinnidae Leach, 1819
- † Superfamilie Posidonioidea Neumayr, 1891
  -  † Familie Aulacomyellidae Ichikawa, 1958
  -  † Familie Daonellidae Neumayr, 1891
  -  † Familie Halobiidae Kittl, 1912
  -  † Familie Posidoniidae Neumayr, 1891
- Superfamilie Pterioidea Gray, 1847 (1820)
  -  † Familie Bakevelliidae King, 1850
  -  † Familie Cassianellidae Ichikawa, 1958
  -  † Familie Kochiidae Frech, 1891
  - Familie Malleidae Lamarck, 1818
  -  † Familie Pergamidiidae Cox, 1964
  -  † Familie Plicatostylidae Lupher & Packard, 1929
  - Familie Pteriidae Gray, 1847 (1820)
  -  † Familie Pterineidae Meek, 1864
  - Familie Pulvinitidae Stephenson, 1941
  -  † Familie Vlastidae Neumayr, 1891
- † Superfamilie Rhombopterioidea Korobkov, 1960
  -  † Familie Rhombopteriidae Korobkov, 1960
  -  † Familie Umburridae Johnston, 1991

### Synoniemen
- Ostreacea => Ostreoidea Rafinesque, 1815
- Pinnacea => Pinnoidea Leach, 1819
- Pteriacea => Pterioidea Gray, 1847 (1820)